# Anelosimus jucundus
Anelosimus jucundus là một loài nhện trong họ Theridiidae.
Loài này thuộc chi Anelosimus. Anelosimus jucundus được Octavius Pickard-Cambridge miêu tả năm 1896.